# 民安（控股）

民安（控股）有限公司（中國太平保險（香港）前身）標誌

民安（控股）有限公司，於中國和香港兩地提供不同種類的一般保險業務。集團於中國的業務主要在深圳及海口進行，是首家於中國境外註冊成立，而於中國設有據點之一般保險公司。
現時中國太平保險持有民安（控股）100%股權。
民安控股（前港交所上市編號：1389）於2006年12月21日於香港交易所上市，長江實業早於上市前購入民安控股29%的股權。 其後，民安控股被中國太平保險私有化。
2009年12月22日，民安（控股）旗下的香港民安保險改名為中國太平保險（香港），跟母公司中國太平保險集團名稱統一，令品牌形象更鮮明。

## 历史
1943年4月国民政府财政部、经济部准许广大华行设立“民安产物保险股份有限公司”。1943年11月民安保险公司由“中中交农四行联合办事总处”辅导成立。董事长卢作孚。常务董事：魏文翰、吴晋航、杨或贸、严突成、杨延修。总经理卢绪章。总务处长程悬桂。业务处长陈鹤，副处长张宗振。会计处副处长谢步生。设重庆分公司、华西区分公司等。
1947年中共上海中央分局书记刘晓传达负责国统区、城工部工作的周恩来的指示，决定将“广大华行”业务重点南移香港，民安产物保险上海分公司特派专员沈日昌到香港筹建“民安产物保险股份有限公司”香港分公司，由“广大华行”香港分行经理梁次渔任经理，沈日昌任副经理，1947年3月开张营业。“民安”香港分公司当时仅2人，沈日昌兼承保员、出单员和分保记账等职。1949年5月下旬上海解放后，民安总公司按计划办理停业善后事宜，并在香港组建“香港民安保险股份有限公司”，向港英当局申请注册，梁次渔任董事长、石景彦为总经理、沈日昌为经理。1949年10月1日在香港中环毕打街及皇后大道中交界处的华人行正式成立，注册资本100万港元，实收资本50万港元。实际为中国人民保险公司的海外机构。
抗美援朝战争时西方国家对华禁运，外商保险公司不受理中国进口运输保险，民安保险承担了中国进出口贸易保险方面。1951年民安保险公司由孙文敏出任总经理，沈日昌任协理，1953年孙文敏任公司董事长。1962年，太平保险、中国保险、香港民安保险三家公司合并报表。1964年，周恩来总理接见香港民安保险有限公司经理沈日昌和太平保险香港分公司经理张孝寅。1981年，香港民安保险有限公司向中国人民保险总公司呈转中国人民银行：申请在深圳特区设立分公司。1982年，民安保安有限公司深圳分公司成立，成为当时除人保以外境内唯一保险经营机构。1984年净保费19412万元，赔款率71.1%。1986年沈日昌退休，担任公司顾问、香港特别行政区基本法咨询委员会委员、新华社香港分社区事顾问等社会公职。1997年，香港民安保险在香港铜锣湾新宁道8号兴建“民安广场”，现为中国太平大厦。2004年，中国保险监督管理委员会批复香港民安保险有限公司深圳分公司改为独资子公司“民安保险（中国）有限公司”，注册资本2亿元。2006年12月22日民安（控股）有限公司（HK1389）在香港联交所上市。2009年6月29日，太平保险、中国保险、民安保险三大品牌统一整合为“中国太平”品牌。

## 外部連結
- 民安（控股）有限公司 （页面存档备份，存于）
- 中國太平保險（香港） （页面存档备份，存于）